# 그 사내 이중섭
《그 사내 이중섭》은 서양화가 이중섭을 추모하기 위해 만든 음반이다. 2007년 3월 6일에 발매되었다. 가수 김광석이 부른 <이등병의 편지>의 작사, 작곡한  싱어송라이터 김현성과 가수 이수진이 타이틀 곡 <그 사내 이중섭>을 각각 불렀다.  모두 13곡으로 구성되어 있다.

## 트랙
| 트랙 # | 노래 제목                               | 가수         |
| ------ | --------------------------------------- | ------------ |
| 1      | <그 사내 이중섭>                        | 김현성(포크) |
| 2      | <달과 까마귀>                           | 김현성(포크) |
| 3      | <동백꽃>                                | 김현성(포크) |
| 4      | <그리운 섬 제주도>                      | 김현성(포크) |
| 5      | <나의 상냥한 사람이여 (이중섭의 편지)>  | 김현성(포크) |
| 6      | <내 친구는>                             | 김현성(포크) |
| 7      | <길 떠나는 가족>                        | 김현성(포크) |
| 8      | <소의 말>                               | 김현성(포크) |
| 9      | <이 모든 그리움>                        | 김현성(포크) |
| 10     | <부산항에서>                            | 김현성(포크) |
| 11     | <그 사내 이중섭 (Vocal By 이수진) >     | 김현성(포크) |
| 12     | <봄의 어린이>                           | 김현성(포크) |
| 13     | <바다 건너 (남덕의 편지) (Nar. 유지원)> | 김현성(포크) |